# Asphinctopone differens
}}
Asphinctopone differens được Schoedl, phát hiện và mô tả vào năm 2007.